# Ankaramita
L'ankaramita és una roca ígnia de color fosc i textura corresponent a una basanita porfirítica rica en fenocristalls de piroxè i olivina. Pot contenir quantitats menors de plagiòclasi i com a minerals accessoris biotita, apatita i òxids de ferro. La seva localitat tipus és Ankaramy, Ampasindava, Madagascar. Va ser descrita per primer cop l'any 1916.